# Такідеамані
Такідеамані (сер. II ст. н. е.) — цар (коре) Куша.

## Життєпис
Син Адекаталі (Адекеталі) та Напатадахето. Тривалий час вважалося, що Адекаталі був попередником Такідеамані на троні Куша, але на сьогодні цю версію відкинуто.

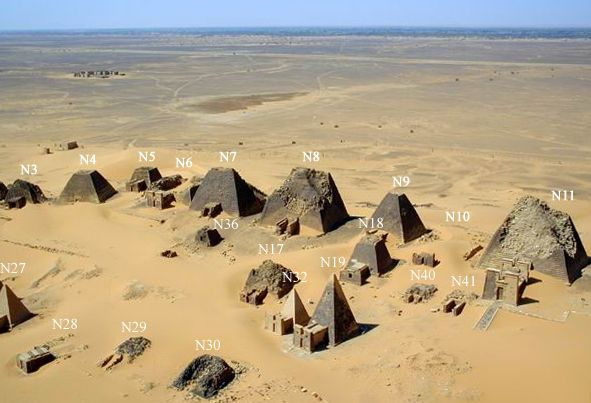
Піраміда Такідеамані (в першому ряду, друга праворуч)

Відомостей про нього обмаль. За дослідженням його піраміди та речей дослідники прийшли до висновку, що він панував в середині II ст. н. е.
Поховано в піраміді № 29 в Мерое. Його ім'я на жертовній табличці, що тепер зберігається в Новому музеї Берліна. Там також згадуються його батьки. Спадкував його Тараканівал.